# Arnoldo Casso López
General de División C. Arnoldo Casso López Piñeira fue un militar mexicano que participó en la Revolución mexicana. Nació en Mineral del Oro, Durango, el 30 de julio de 1859. Ingresó al Colegio Militar de Chapultepec en 1875, donde se graduó como teniente de Estado Mayor Especial (Ingeniero), en 1881. Prestó servicios en la Comisión Geográfica Exploradora. Obtuvo varios ascensos consecutivos; Obtuvo el grado de Coronel por atender la gran inundación  en Guanajuato con la compañía de zapadores del ejército el 1 de agosto de 1905, por orden directa del General Presidente de la República Don Porfirio Díaz Mori. Obtuvo el grado de General el 1 de abril de 1912, por sofocar valientemente el incendio en el pozo petrolero "dos bocas" en Veracruz con el batallón de Zapadores, creando una gran zanja para llevar el agua de mar para apagar dicho incendio. En julio de 1911 comandó sin éxito, una columna en la campaña de Morelos contra las tropas de Emiliano Zapata y en octubre de ese año se relevó al general Victoriano Huerta como comandante de las tropas gobiernistas en ese mismo estado. Estuvo a segundos de apresar a Emiliano Zapata en la Villa de Ayala, mientras Zapata participaba de una corrida de toros. Fue informado de la presencia del bandolero y dirigió a sus soldados a dicha localidad, pero un funcionario mediano de Madero, puso en aviso a Zapata para que escapara, el abogado Gabriel Robles Domínguez. Al caer Francisco I. Madero en la decena trágica, apoyó a Victoriano Huerta y fue el primero en combatir a Venustiano Carranza, defendiendo exitosamente la ciudad de Saltillo y haciendo huir a Carranza a la hacienda de Guadalupe, donde proclamó el plan con dicho nombre; fue ascendido a general de brigada en 1913 por méritos en la defensa de la ciudad de Saltillo, Coahuila, en marzo de ese año. Fue ascendido a general de división en 1914 por la gran batalla de San Pedro de las Colonias, donde enfrentaron a las feroces tropas de Pancho Villa. Ya disuelto el gobierno de Victoriano Huerta y del Ejército Federal se adhirió a la Convención de Aguascalientes y luchó en las fuerzas villistas del Bajío. Desempeñó comisiones en los Estados Unidos para Francisco Villa para surtir de armas y parque, vivió ahí varias ciudades fronterizas algún tiempo. Regresó al país, al triunfo de la Rebelión de Agua Prieta en 1920, se le negaron sus grados militares en el ejército federal. Participó en el movimiento de Adolfo de la Huerta en 1923, conocido como Rebelión delahuertista. Obtuvo reconocimiento de su grado de General de División en la primera reserva del ejército el 13 de julio de 1922. Murió en la Ciudad de México una tarde del 9 de marzo de 1925, mientras asistía a una función del cine UFA, en la calle 5 de mayo, le vino un infarto, que dejó sin vida a un legendario Ingeniero Militar mexicano. 